# Benjamin Bates
Benjamin Bates (né Benjamin Kuijten le 2 février 1976 à Eindhoven) est un DJ et producteur néerlandais de musique électronique.

## Biographie
En tant que DJ, il joue dans de festivals notoires comme Sensation White, Mystery Land et Innercity, où il est responsable du thème. En tant que producteur, il est coresponsable de titres de Marco V, Southside Spinners et Out of Grace, entre autres. Avec la chanson Locked Up, il atteint le Top 40 sous son propre nom. Bates est un joueur de VV Altena. En 2007, il sort son deuxième album : Recyclomania, dont le premier single On My Feet (This World Needs More People Like You) est choisi comme thème par Dance4Life,,.

## Discographie

### Albums studio
- 2003 : n.e.v.e.r.l.e.t.a.n.y.t.h.i.n.g.k.i.l.l.t.h.e.p.l.e.a.s.u.r.e
- 2007 : Recyclomania

### Singles
- 2002 : Locked Up (Innercity Anthem)
- 2003 : Thin Time / One by One
- 2003 : No Angel
- 2003 : Lost Myself in the Way You Close Your Eyes
- 2003 : Whole
- 2005 : The Manimal / 16!
- 2005 : Music Nobody Likes EP (Off / Shelter)
- 2005 : End of Beginning EP (Backtracking / Pure)
- 2007 : On My Feet (This World Needs More People Like You) (Dance4Life Anthem)
- 2007 : Two Flies
- 2007 : Forever Running
- 2011 : SuperSoul
- 2012 : Shatter
- 2012 : Let Me Know
- 2012 : Multiply!
- 2013 : K!K!T
- 2013 : Layzor
- 2013 : Down Like Dat